# لجنة حقوق الإنسان في الفلبين
لجنة حقوق الإنسان في الفلبين هي مكتب دستوري مستقل أنشئ بموجب دستور الفلبين الصادر عام 1987، وتتمثل مهمتها الأساسية في التحقيق بجميع أشكال انتهاكات حقوق الإنسان التي تتعرض لها الحقوق المدنية والسياسية في الفلبين.
تتألف اللجنة من رئيس وأربعة أعضاء مفوضين. يشغل المفوضون ولاية مدتها سبع سنوات غير قابلة للتجديد. يشترط الدستور الفلبيني أن يكون معظم أعضاء اللجنة من المحامين. بما أنها مؤسسة وطنية لحقوق الإنسان، حصلت اللجنة على شهادة اعتماد أصدرتها لجنة التنسيق الدولية للمؤسسات الوطنية لتعزيز وحماية حقوق الإنسان.

## التاريخ
بعد المصادقة على دستور الفلبين في 2 فبراير من العام 1987، والذي ينص على إنشاء لجنة لحقوق الإنسان، وقع الرئيس كورازون أكينو أمرًا تنفيذيًا يحمل الرقم 163 في 5 مايو 1987، أنشأ بموجبه لجنة حقوق الإنسان وألغى اللجنة الرئاسية لحقوق الإنسان. أُنشئت اللجنة كمكتب مستقل مكلف بالتحقيق في الشكاوى المتعلقة بانتهاكات حقوق الإنسان، كما كُلفت بتعزيز حماية واحترام حقوق الإنسان في الفلبين، بما في ذلك الحقوق المدنية والسياسية.

### إدارة دوترت
في 24 يوليو من عام 2017، وخلال خطاب حالة الأمة، قال الرئيس الفلبيني رودريغو دوترت أنه «من الأفضل لو تلغى الجنة»، فردت عليه الأخيرة في بيان بأنه لا يمكن إلغاؤها سوى بتعديل دستوري.
مساء يوم 12 سبتمبر من العام 2017، صوّت مجلس النواب الفلبيني بأغلبية 119 صوتًا مقابل معارضة 32 صوتًا لمنح لجنة حقوق الإنسان ميزانية قدرها 1000 بيزو فلبيني فقط لسنة 2018 بأكملها، والذي إذا أقرّ قانونًا، فسيلغي اللجنة عمليًا. كانت اللجنة قد طلبت من البرلمان ميزانية قدرها 623.380.000 بيزو، فأدانت التصويت الذي قيّد عملها بشكل كبير. لم يكن قرار البرلمان نافذًا بعد، فالميزانية لم تكن قد وضعت بصيغتها النهائية وهي ما زالت خاضعة للتعديل قبل موافقة مجلس الشيوخ عليها الذي إذا رفضها فسيفرض تشكيل لجنة مكونة من أعضاء من مجلسي النواب والشيوخ. بعد أخذ ورد، أجري التعديل وأقرت الموازنة العامة وفيها 508.5 مليون بيزو ميزانيةً للجنة حقوق الإنسان.

## المهام والوظائف
تستمد اللجنة ولاياتها من الدستور والقوانين مراعية الإجراءات والصكوك الدولية الثمانية الأساسية لحقوق الإنسان التي وقّعت عليها الفلبين، فضلاً عن اتفاقيات الأمم المتحدة الأخرى لحقوق الإنسان المطبّقة حديثًا.
بموجب الباب الثامن عشر من المادة الثالثة عشرة في الدستور الفلبيني، فإن واجب اللجنة الوحيد هو حماية الحقوق المدنية والسياسية للمواطنين في الفلبين.
بناءً على دستور الفلبين، تتمتع اللجنة بولاية واسعة يمكن تصنيفها إلى ثلاثة مجالات وظيفية رئيسية هي:
- حماية حقوق الإنسان: التحقيق في الشكاوى المتعلقة بالانتهاكات التي تتعرض لها حقوق الإنسان، بما في ذلك جميع الصلاحيات والخدمات التي تساعد على التحقيق في انتهاكات الحقوق المدنية والسياسية فضلاً عن الحقوق الاقتصادية والاجتماعية والثقافية. وتشمل هذه الصلاحيات والخدمات: رفع دعاوى بحال مخالفة قوانينها، المساعدة القانونية وتقديم الاستشارات، سلطة رقابية على السجون ومرافق الاحتجاز، المساعدة في التحقيقات الجنائية، حماية الشهود والمساعدة المالية للضحايا.
- تعزيز حقوق الإنسان، مع ما يتضمنه ذلك من استراتيجيات لوضع السياسات، وللدعوة والترويج والتعليم والتدريب وكل ما يؤدي لاحترام أفضل لحقوق الإنسان في الفلبين.[9]

أعلنت المحكمة العليا في الفلبين في قضية كارينيو ضد لجنة حقوق الإنسان عام 1991، أن اللجنة لا تتمتع بأي سلطة تنفيذية، وأكدت أن وظائفها تحقيقية.
تتمتع لجنة حقوق الإنسان بالصلاحيات والوظائف التالية:
1. التحقيق، سواء من تلقاء نفسها أو بناءً على شكوى خارجية، في جميع أشكال انتهاكات حقوق الإنسان التي تطال الحقوق المدنية والسياسية.
2. تأمين الإجراءات القانونية المناسبة لحماية حقوق الإنسان لجميع الأشخاص داخل الفلبين وكذلك الفلبينيين المقيمين في الخارج، وتأمين الإجراءات الوقائية وخدمات المساعدة القانونية للمتضررين الذين انتهكت حقوقهم الإنسانية أو يحتاجون إلى الحماية.
3. ممارسة السلطة الرقابية على السجون أو مراكز الاعتقال.
4. تأسيس برنامج مستمر للبحث والتعليم والمعلومات لتعزيز احترام حقوق الإنسان الأساسية.
5. رفع التوصيات إلى البرلمان لاتخاذ تدابير فعالة لتعزيز احترام حقوق الإنسان وتقديم التعويضات لضحايا انتهاكات حقوق الإنسان أو لأسرهم.
6. مراقبة التزام الحكومة الفلبينية بالمعاهدات الدولية لحقوق الإنسان.
7. منح الحصانة القضائية لأي شخص تكون شهادته أو حيازته للوثائق أو الأدلة الأخرى ضرورية في أي تحقيق تجريه أو يخضع لسلطتها.
8. طلب مساعدة أي إدارة أو مكتب أو وكالة في أداء وظيفتها.
9. تعيين موظفيها وفقًا للقانون.
10. أداء أي مهام ووظائف أخرى قد ينص عليها القانون.
11. وضع نظامها وإطار عملها وملاحقة المخالفين وفق ما يقتضيه القانون.

## التركيب
لرئيس اللجنة ومفوضيها ولايات محددة مدتها سبع سنوات غير قابلة للتجديد. رئيس اللجنة الحالي هو غاسكون وسيخدم في منصبه حتى 5 مايو من العام 2022.
المؤهلات والشروط المطلوبة لرئيس لجنة حقوق الإنسان هي كما يلي:
1. أن يكون مواطنًا مولودًا في الفلبين.
2. لا يقل عمره عن خمس وثلاثين سنة.
3. لم يكن مرشحًا لأي منصب اختياري قبل تعيينه.

| اللجنة  | الرئيس                 | الأعضاء                                                                       | من          | إلى        | عيّنوا من قبل     |
| الأولى  | ماري باتستوتا          | أبيلاردو أبورتاديرا سامويل سوريانو هيسيكيو ماليلين نارسيسو مونتيرو            | 1987        | 1992       | كورازون أكينو    |
| الأولى  | سيدفري أوردونيز        | سامويل سوريانو هيسيكيو ماليلين نارسيسو مونتيرو بولين سيكام                    | 1992        | 1995       | فيديل راموس      |
| الثانية | أورورا ريسينيا         | جورج كوكيا فيسنت سيبولو مرسيديس كونتيراس ناصر ماروهومساليك                    | 1996        | 2002       | فيديل راموس      |
| الثالثة | بوريفيكاسيون كوسونبينغ | ايليجيو مالاري دوميناتور كالامبا ويلهيم سوريانو ماليك ماراندانغ كوينتين كويتو | 2002        | مايو 2008  | غلوريا ماكاباغال |
| الرابعة | ليلا دي ليما           | سيسيليا كويسونبينغ فيكتوريا كاردونا نوربيرتو دي لا كروز خوزي مانويل ماماواغ   | مايو 2008   | يونيو 2010 | غلوريا ماكاباغال |
| الرابعة | إيتا روزاليس           | سيسيليا كويسونبينغ فيكتوريا كاردونا نوربيرتو دي لا كروز خوزي مانويل ماماواغ   | سبتمبر 2010 | مايو 2015  | بينينيو أكوينو   |
| الخامسة | شيتو غاسكون            | كارين دومبيت غويدولين غانا ليا ارمامينتو روبرتو كاديز                         | يونيو 2015  | مستمرة     | بينينيو أكوينيو  |

## خلافات ومشاكل
في مؤتمر صحفي يوم 27 يوليو من العام 2017، ادّعى المتحدث باسم الرئاسة إرنيستو أبيلا أن رئيس لجنة حقوق الإنسان ومفوضيها «يخدمون الرئيس بكل سرور» وأنه قد يتم استبدالهم على شرف الرئيس. استندت هذه المطالبة إلى الأمر التنفيذي رقم 163-أ (الصادر خلال رئاسة كورازون أكينو في عام 1987) والذي عدّل الفقرة الفرعية من القسم 2 (ج من الأمر التنفيذي رقم 163 ، والتي تنص على أن «الرئيس يعين أعضاء لجنة حقوق الإنسان، وتكون مدة ولايتهم في يد الرئيس».
رُفع الإعلان المذكور إلى المحكمة العليا في 13 أبريل 1989 التي أعلنت بدورها أن الأمر التنفيذي المذكور غير دستوري.

### لجنة حقوق الإنسان كهيئة دستورية
بموجب المادة التاسعة من دستور عام 1987، أنشئت ثلاث لجان دستورية هي: لجنة الانتخابات، لجنة الخدمة المدنية ولجنة تدقيق الحسابات. أنشئت لجنة حقوق الإنسان بموجب الفقرة 13 من المادة 17 من دستور عام 1987 والقانون الإداري لعام 1987.
في قرار المحكمة العليا الوارد في ج. رقم 155336، حكمت أن لجنة حقوق الإنسان هي «هيئة دستورية تتمتع باستقلال مالي محدود».